# Rasclet gorjagrís
El rasclet gorjagrís (Mustelirallus albicollis) és una espècie d'ocell de la família dels ràl·lids (Rallidae) que habita aiguamolls, sabanes i praderies d'Amèrica del Sud, a Colòmbia, Veneçuela, Trinitat i Guaiana, i més al sud, per l'est i sud del Brasil, sud-est del Perú, nord i est de Bolívia, el Paraguai i nord de l'Argentina.

## Taxonomia
Ubicat tradicionalment al gènere Porzana, va ser inclòs a Mustelirallus, arran treballs com ara Garcia-R et al. 2014